# 沙沃訥湖
46°19′59″N 7°05′09″E / 46.33306°N 7.08583°E

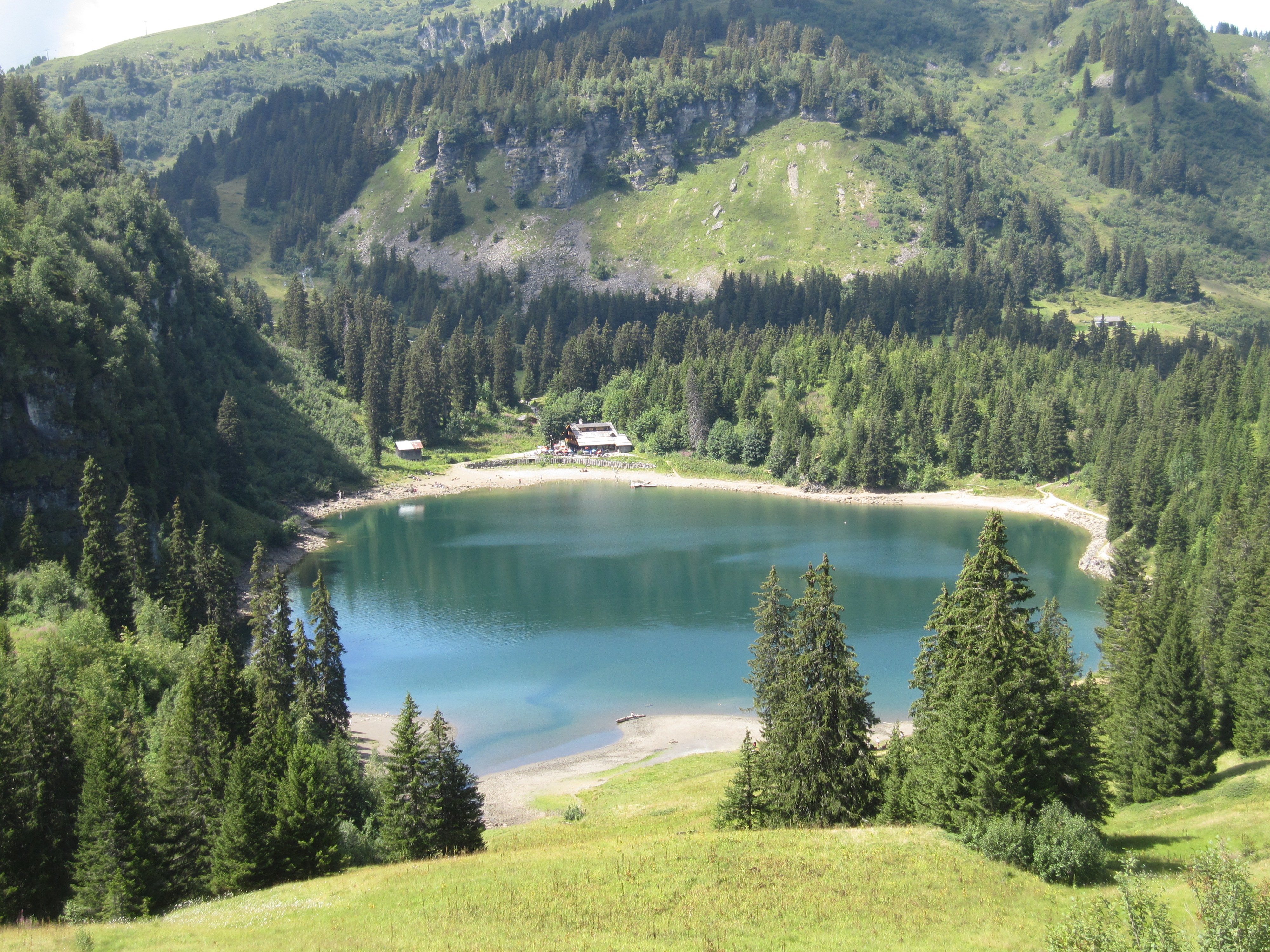

沙沃訥湖（Lac des Chavonnes），是瑞士的湖泊，位於該國西部，由沃州負責管轄，處於下奧爾蒙境內，面積0.05平方公里，該湖泊海拔高度1,690米，最大水深30米。